# Mount Dora
Mount Dora é uma cidade localizada no estado americano da Flórida, no condado de Lake. Foi incorporada em 1910.

## Geografia
De acordo com o United States Census Bureau, a cidade tem uma área de 24,2 km², onde 20,8 km² estão cobertos por terra e 3,4 km² por água.

### Localidades na vizinhança
O diagrama seguinte representa as localidades num raio de 16 km ao redor de Mount Dora.

## Demografia
Segundo o censo nacional de 2010, a sua população é de 12 370 habitantes e sua densidade populacional é de 595,52 hab/km². Possui 6 942 residências, que resulta em uma densidade de 334,20 residências/km².

## Geminações
- Forres, Moray, Escócia [5]